# Selvena
Selvena is een plaats (frazione) in de Italiaanse gemeente Castell'Azzara.

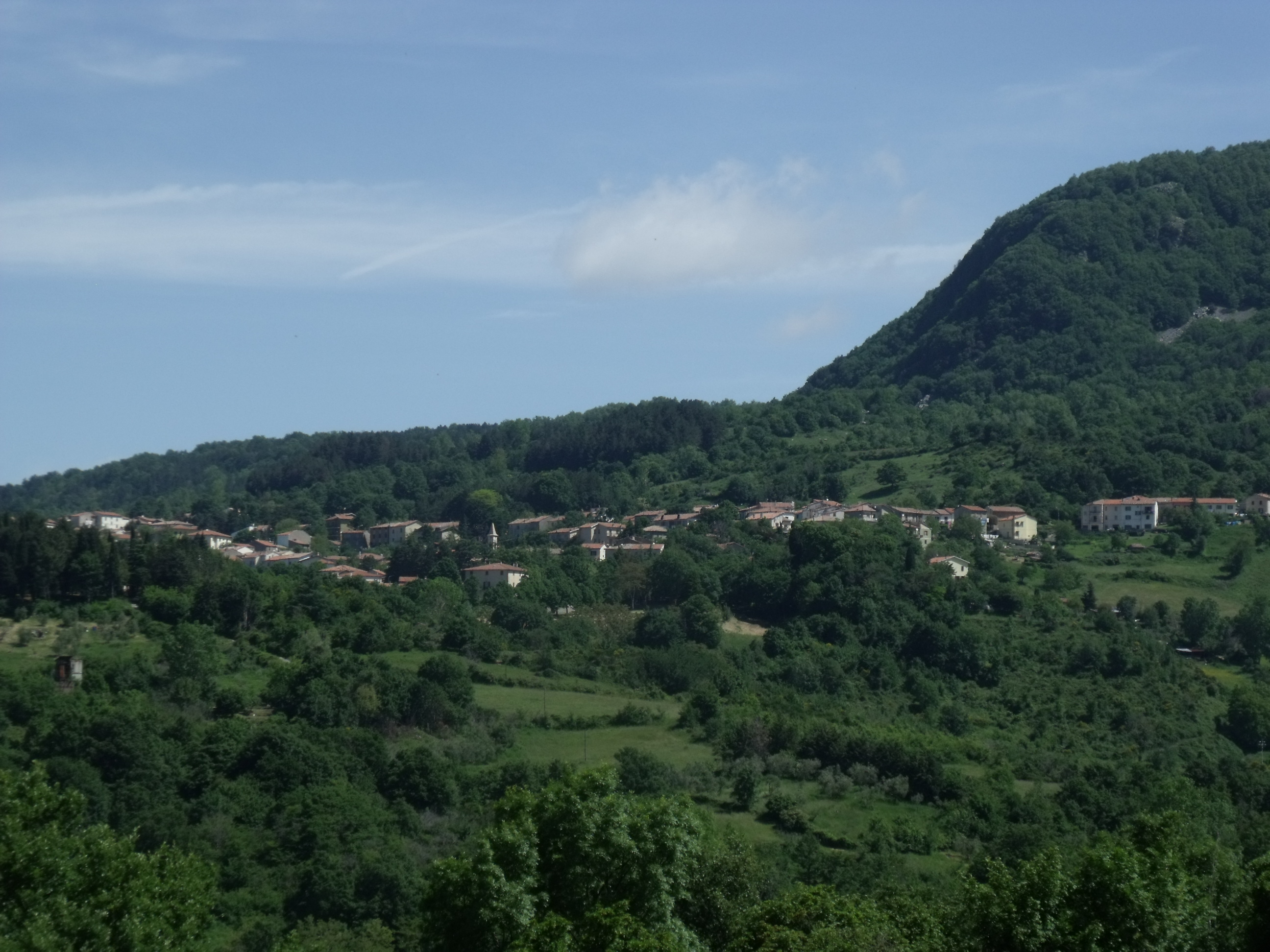
Selvena met kasteel Azzara
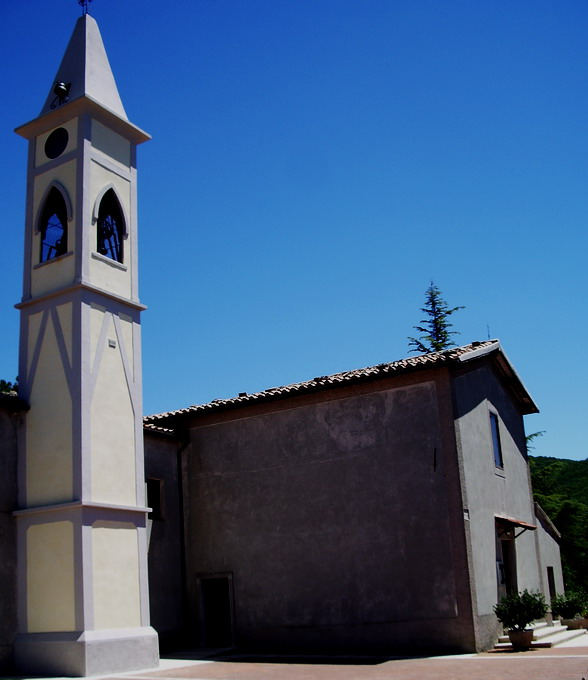
Kerk van Selvena